# Subjectief recht
Een subjectief recht is een door een rechtsregel beschermde aanspraak op andermans gedrag. De rechtsregel zelf behoort tot het objectief recht. Nagenoeg altijd gaat een subjectief recht gepaard met een rechtsvordering, d.w.z. een recht om zich tot een rechter te wenden om het af te dwingen. 
De termen "objectief" en "subjectief" recht zijn nodig omdat de Nederlandse taal in beide gevallen van een "recht" spreekt, een probleem dat andere talen niet hebben, denk aan "right" en "law" in het Engels.
Objectief recht is het geheel van rechtsregels en normen, zoals die voortvloeien uit wetgeving, rechtspraak en gewoonten. Het begrip subjectief recht kan worden omschreven als een in het rechtssysteem erkende bevoegdheid om naar eigen goeddunken bepaalde handelingen te stellen. Of iets omstandiger kunnen subjectieve rechten gedefinieerd worden als "juridisch bekrachtigde bevoegdheden of aanspraken die een rechtssubject op bepaalde zaken of jegens bepaalde personen kan uitoefenen om zijn of haar eigen doelstellingen te verwezenlijken". Een subjectief recht is dus het concrete recht van een persoon, dat voortvloeit uit het objectief recht. Het gaat om een precieze rechtsverbintenis die door een rechtsregel rechtstreeks ten laste wordt gelegd aan een derde.
Een subjectief recht is in wezen de institutie die zich heeft losgeweekt uit de rechtsregels (objectieve recht) die aan haar (de institutie) ten grondslag liggen. Het subjectieve recht heeft zodanig een eigen bestaan dat het niet vereenzelvigd wordt met de regels waaraan het - juridisch gezien - zijn bestaan te danken heeft. Daardoor wordt het zelf hanteerbaar. Dat is ook zeer praktisch, want velen hanteren dagelijks subjectieve rechten, terwijl slechts weinigen de regels kennen waarop die subjectieve rechten zijn gegrond.
Een voorbeeld: het objectief recht bevat het eigendomsrecht (in België art. 544 Burgerlijk Wetboek), maar daar kan men concreet niets mee aanvangen. Daarom resulteert dit in een aantal subjectieve rechten, zoals het recht om die zaak te verkopen, te wijzigen, anderen het gebruik van de zaak te ontzeggen.
Ik heb als eigenaar het recht mijn fiets te gebruiken, en die eventueel te verkopen. Objectief recht gaat over regels: de eigenaar van een fiets heeft het recht die te verkopen – wie die eigenaar ook is.

## Subjectieve rechten in rechtssystemen
Het begrip "subjectief recht" heeft in de Nederlandse juridische taal vooral ingang gevonden omdat in het Nederlands geen verschil wordt gemaakt tussen 'law' en 'right', zoals in het Engels, of 'loi' en 'droit', zoals in het Frans.
Subjectieve rechten zijn – het woord zegt het al – gerelateerd aan rechtssubjecten, populair gezegd: personen. Een recht dat in de zin past "ik heb het recht [om] ..." is een subjectief recht. Een recht dat in de zin past "het recht bepaalt dat ..." is geen subjectief recht.
Een concreet eigendomsrecht is een typisch subjectief recht: ik heb als eigenaar van mijn huis een subjectief recht op dat huis (namelijk mijn eigendomsrecht). Verbintenissen vormen ook subjectieve rechten, in casu verplichtingen, resp. nakoming voor de wederpartij. De strafbaarheid van moord is objectief recht. Dat krijgt pas betekenis als er iemand vermoord wordt. De bepaling dat overeenkomsten tot stand komen door aanbod en aanvaarding is ook objectief recht 
Subjectief recht is toegepast recht, oftewel het recht waarop de gerechtigde van een bepaald subjectief recht de betrokken persoon (of het subject) kan aanspreken. Het veronderstelt een bevoegdheid, die door het objectief recht is verleend; het objectief recht is dus de bron van subjectieve rechten.

## België
Het Belgische Hof van Cassatie definieert een subjectief recht als het burgerlijk recht (i.t.t. een politiek recht) van een actief rechtssubject om, door middel van een vordering in rechte, een precieze juridische verplichting - een handeling of onthouding - afgeleid uit een regel van het objectief recht, rechtstreeks van een derde, het passief rechtssubject geheten, af te dwingen en waarbij het actief rechtssubject doet blijken van een eigen belang.
In België kan men de subjectieve rechten indelen naargelang hun publiek- of privaatrechtelijke aard. Daarnaast kunnen deze rechten ook worden onderscheiden van elkaar op grond van hun (buiten)vermogensrechtelijk karakter.

### Publiekrechtelijke subjectieve rechten
Er zijn twee soorten publiekrechtelijke subjectieve rechten: enerzijds de politieke subjectieve rechten en anderzijds de grondrechten (die voortvloeien uit grondwettelijke bepalingen) en mensenrechten (die voortvloeien uit internationaalrechtelijke bepalingen).

### Privaatrechtelijke subjectieve rechten
De privaatrechtelijke subjectieve rechten worden gecategoriseerd in burgerlijke rechten, sociale rechten en economische rechten.

#### Burgerlijke rechten
De burgerlijke rechten worden op hun beurt verder ingedeeld in zakelijke rechten (zoals bv. het eigendomsrecht, het recht van opstal, erfpacht), vorderingsrechten (het recht van de schuldeiser om een prestatie te eisen van zijn schuldenaar), intellectuele rechten (auteursrechten, rechten op tekeningen en modellen e.d.), familiale rechten (recht om te huwen, een gezin te stichten enz.) en de persoonlijkheidsrechten (recht op bescherming van het privéleven, recht op communicatiegeheim, recht op afbeelding).

## Nederland
| Schema Nederlands vermogensrecht                       | Schema Nederlands vermogensrecht                               | Schema Nederlands vermogensrecht                                                                                    | Schema Nederlands vermogensrecht                                                                             | Schema Nederlands vermogensrecht                                                            | Schema Nederlands vermogensrecht                                                            | Schema Nederlands vermogensrecht                                                            | Schema Nederlands vermogensrecht                                                            |
| ------------------------------------------------------ | -------------------------------------------------------------- | --- | --- | ------------------------------------------------------------------------------------------- | ------------------------------------------------------------------------------------------- | ------------------------------------------------------------------------------------------- | ------------------------------------------------------------------------------------------- |
| (excl. erfrecht, Boek 4 BW)                            |                                                                | | |                                                                                             |                                                                                             |                                                                                             |                                                                                             |
| ABSOLUTE OF EXCLUSIEVE RECHTEN : (gelden jegens allen) | ABSOLUTE OF EXCLUSIEVE RECHTEN : (gelden jegens allen)         | ABSOLUTE OF EXCLUSIEVE RECHTEN : (gelden jegens allen)                                                              | ABSOLUTE OF EXCLUSIEVE RECHTEN : (gelden jegens allen)                                                       | RELATIEVE OF PERSOONLIJKE RECHTEN : (vorderingsrechten) (gelden slechts jegens wederpartij) | RELATIEVE OF PERSOONLIJKE RECHTEN : (vorderingsrechten) (gelden slechts jegens wederpartij) | RELATIEVE OF PERSOONLIJKE RECHTEN : (vorderingsrechten) (gelden slechts jegens wederpartij) | RELATIEVE OF PERSOONLIJKE RECHTEN : (vorderingsrechten) (gelden slechts jegens wederpartij) |
| GOEDERENRECHT                                          | GOEDERENRECHT                                                  | GOEDERENRECHT | RECHTEN op VOORTBRENGSELEN VAN DE MENSELIJKE GEEST (gepland voor Boek 9 BW) auteursrecht, octrooirecht, enz. | VERBINTENISSENRECHT (Boek 6 en 7 BW)                                                        | VERBINTENISSENRECHT (Boek 6 en 7 BW)                                                        | VERBINTENISSENRECHT (Boek 6 en 7 BW)                                                        | VERBINTENISSENRECHT (Boek 6 en 7 BW)                                                        |
| Zakelijke rechten (Boek 5 BW)                          | Zakelijke rechten (Boek 5 BW)                                  | Rechten op (absolute en relatieve) vermogensrechten Dit kunnen ook rechten zijn op vorderingsrechten! aandeel, enz. | RECHTEN op VOORTBRENGSELEN VAN DE MENSELIJKE GEEST (gepland voor Boek 9 BW) auteursrecht, octrooirecht, enz. | Verbintenisscheppende overeenkomsten                                                        | Verbintenisscheppende overeenkomsten                                                        | Verbintenissen uit de wet                                                                   | Verbintenissen uit de wet                                                                   |
| Volledig recht op een zaak eigendom                    | Beperkt recht op een zaak erfpacht, mandeligheid, opstal, enz. | Rechten op (absolute en relatieve) vermogensrechten Dit kunnen ook rechten zijn op vorderingsrechten! aandeel, enz. | RECHTEN op VOORTBRENGSELEN VAN DE MENSELIJKE GEEST (gepland voor Boek 9 BW) auteursrecht, octrooirecht, enz. | Eenzijdige overeenkomst schenking, enz.                                                     | Meerzijdige overeenkomst ruil, koop, huur, enz.                                             | Onrechtmatige daad (Boek 6 BW, titel 3)                                                     | Rechtmatige daad zaakwaarneming, ongerechtvaardigde verrijking, onverschuldigde betaling    |